# Capitan Rogers nel 25º secolo
Capitan Rogers nel 25º secolo (Buck Rogers in the 25th Century) è un film di genere fantascientifico del 1979, diretto da Daniel Haller. Costituisce l'episodio pilota della serie televisiva Buck Rogers, basata sull'omonimo personaggio, nato nel 1928 dalla penna di Philip Francis Nowlan sulla rivista pulp Amazing Stories e reso popolare nelle strisce a fumetti.

## Trama
Il capitano William 'Buck' Rogers, astronauta risvegliatosi nel 2491 dopo una ibernazione nello spazio durata più di 500 anni, si ritrova in un universo molto diverso da quello che conosceva nel 1987.

## Distribuzione
Il film fu distribuito nelle sale statunitensi a partire dal 30 marzo 1979; grazie al buon successo commerciale, la serie televisiva fu trasmessa a partire da settembre dello stesso anno.